# Hỏa thương

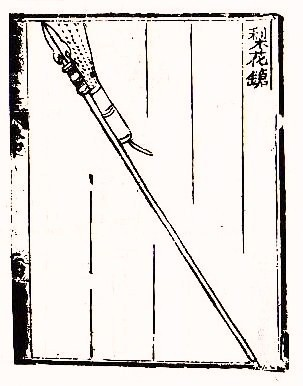
Một hỏa thương được mô tả trong Hỏa Long Kinh.

Hỏa thương (giản thể: 火枪; phồn thể: 火槍; bính âm: huǒ qiāng) là một từ ban đầu chỉ vũ khí thuốc súng xuất hiện ở Trung Quốc lần đầu tiên vào thế kỷ thứ 10, đặc biệt nổi bật trong trong chiến tranh Kim-Tống sau này. Nó bắt đầu như một thiết bị pháo hoa nhỏ gắn với vũ khí khác như một cây thương chẳng hạn, được sử dụng để đạt được lợi thế áp đảo ngay khi bắt đầu cận chiến. Khi thuốc súng được cải thiện, lượng chất nổ được tăng lên và các mảnh vụn hoặc đạn viên được thêm vào, mang lại cho nó một số hiệu ứng của súng phun lửa và súng đạn ghém kết hợp, nhưng chúng có tầm bắn rất ngắn (3 mét trở xuống) và chỉ một phát (một số được thiết kế cho hai phát). Trong việc sử dụng hỏa lực lớn hơn và mạnh hơn sau đó của hỏa thương, việc dùng thương đã bị loại bỏ, vì các phiên bản đầu tiên này quá khó sử dụng trong cận chiến. Chúng trở thành súng ngắn, tiền thân của súng thần công và là tổ tiên của tất cả các loại súng. Hỏa thương quá lớn đối với một người lính duy nhất có thể nắm giữ nên chúng được đặt trên mặt đất trong một khung đỡ; vì vậy chúng có thể được coi là một khẩu súng thần công.

## Thiết kế
Những hỏa thương đầu tiên bao gồm một ống, thường là ống bằng tre, chứa thuốc súng và một que diêm cháy chậm, được buộc vào một ngọn giáo hoặc vũ khí khác. Một khi được đốt cháy, ống thuốc súng sẽ phát nổ, giải phóng ra một luồng lửa theo hướng xác định. Các tên lửa bọc đồng với các viên sắt hoặc mảnh gốm sau đó đã được thêm vào thuốc súng. Khi khai hỏa, lượng thuốc súng phát nổ bắn ra các viên đạn cùng với ngọn lửa.
Các thùng hỏa thương bằng kim loại xuất hiện vào khoảng giữa thế kỷ 13 và chúng bắt đầu được sử dụng độc lập với cây thương. Nòng kim loại độc lập được biết đến như một "thiết bị phun" và trở thành tiền thân của súng thần công.

## Lịch sử
Bằng chứng đầu tiên về hỏa thương xuất hiện ở Trung Quốc vào năm 950 và hỏa thương cũng được đề cập trong văn bản quân sự Võ kinh tổng yếu năm 1044. Tuy nhiên, việc sử dụng hỏa thương trong chiến tranh không được đề cập cho đến năm 1132 khi quân Tống sử dụng chúng trong Trận công hãm Đức An, ở An Lục, Hồ Bắc ngày nay, khi các đội quân hỏa thương tiên phong trong một cuộc phòng vệ chống lại quân bạo loạn.
Vào năm 1163, hỏa thương đã được gắn vào những chiến xa chiến tranh được gọi là "Như ý mã xa" (如意戰車) được sử dụng để bảo vệ máy bắn đá lửa di động.
Vào cuối những năm 1100, những mảnh đạn như mảnh sứ và viên sắt nhỏ đã được thêm vào ống thuốc súng. Tại một số thời điểm, hỏa thương đã loại bỏ hoàn toàn ngọn thương và chỉ dựa vào hỏa lực của chúng.
Đến năm 1232, quân Kim cũng sử dụng hỏa thương, nhưng với kiểu thùng chứa được cải tiến bao gồm vật liệu giấy. Theo Kim sử, loại hỏa thương này có tầm bắn khoảng ba mét:
Để làm cây thương, sử dụng giấy thụy hương (làm từ cây thụy hương), mười sáu lớp cho ống của nó, và làm cho nó dài hơn 60 centimet. Nhét nó bằng than liễu, các mảnh sắt, đầu nam châm, lưu huỳnh, asen trắng [có lẽ đây là một nhầm lẫn, có nghĩa là diêm tiêu] và các thành phần khác, và đặt thuốc mồi đến cuối. Mỗi người lính mang theo một cái nồi sắt nhỏ để giữ lửa [có thể là than nóng], khi đến lúc phải chiến đấu, ngọn lửa bắn ra phía trước cây thương hơn ba mét, và khi thuốc súng cạn kiệt, ống không bị phá hủy.— Kim sử
Những người lính Mông Cổ với vũ khí mà họ được sử dụng để chiến đấu rõ ràng là khinh thường các loại vũ khí của quân Kim, nhưng vô cùng sợ cây hỏa thương. Những người lính Kim cũng đã sử dụng chúng trong trận chiến mở và trong một trường hợp, một đội ngũ 450 lính hỏa thương đã phá tan một doanh trại quân Mông Cổ. 
Vào năm 1259, một viên đạn nhồi trong nòng súng được ghi nhận đã được sử dụng làm đạn bắn lửa, khiến nó trở thành viên đạn được ghi nhận đầu tiên trong lịch sử.
Đến năm 1276, hỏa thương đã chuyển sang kiểu thùng bằng kim loại.
Hỏa thương nòng kim loại bắt đầu được sử dụng độc lập với cây thương vào khoảng giữa đến cuối thế kỷ 13. Những khẩu đại bác này đã bắn ra những viên đạn đồng, được gọi là "thiết bị phun", là tiền thân của súng thần công.
Đến năm 1280, Trung Đông đã trang bị hỏa thương.
Vào năm 1396, các hiệp sĩ châu Âu đã sử dụng hỏa thương trong đơn vị lính hỗn hợp.
Lần sử dụng hỏa thương cuối cùng được ghi nhận ở châu Âu xảy ra trong trận Bristol năm 1643.

## Thư viện ảnh

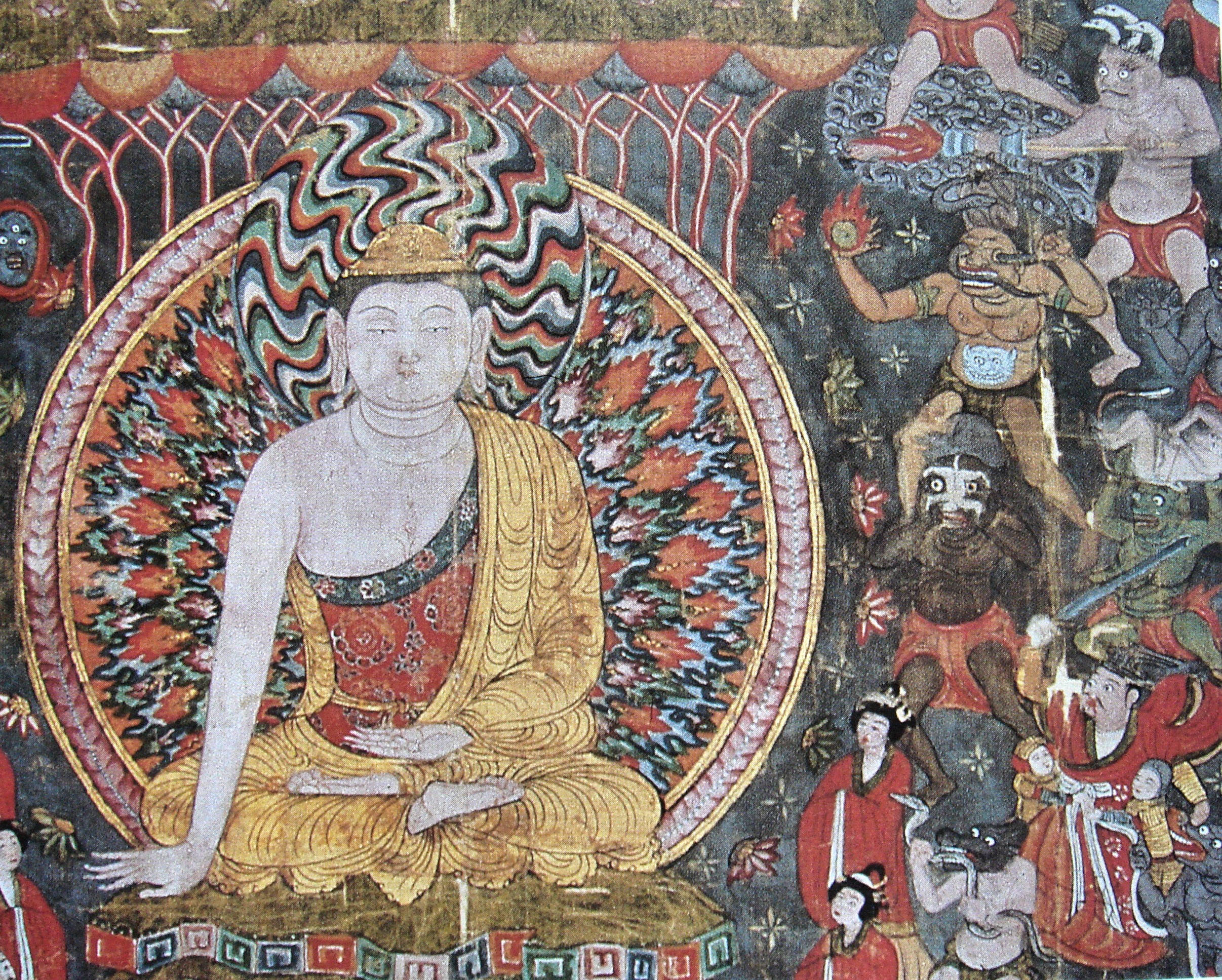
Đại diện được biết đến sớm nhất của một cây hỏa thương (phía trên bên phải), Đôn Hoàng, 950 Công nguyên
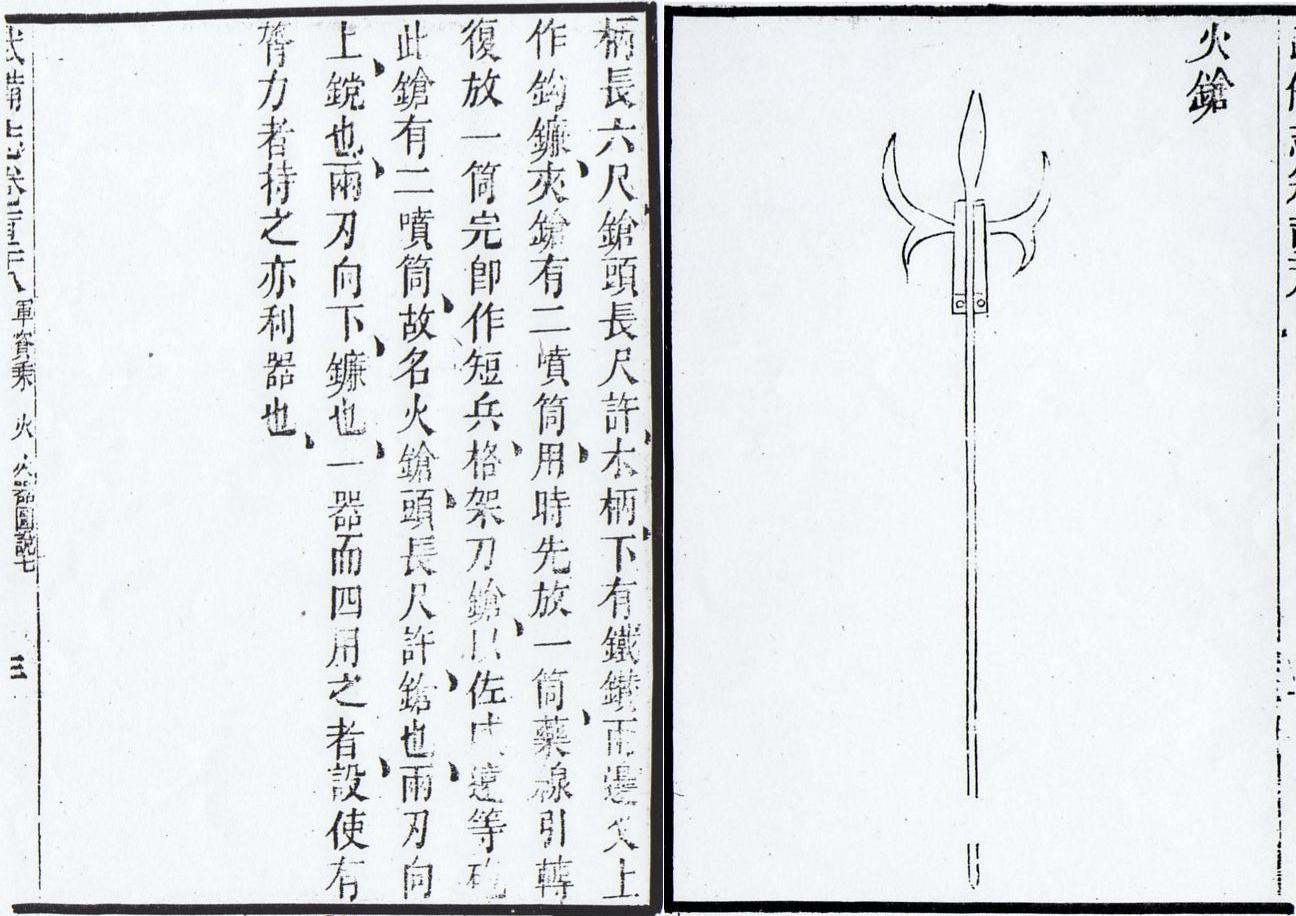
Một cây hỏa thương từ Võ Bị Chí.
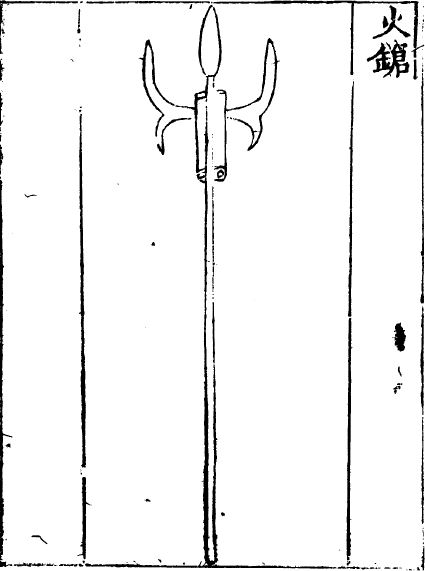
Một cây hỏa thương nòng đôi từ sách Hỏa Long Kinh. Giả sử họ bắn liên tiếp, cái thứ hai sẽ tự động khai hỏa sau khi nòng thứ nhất kết thúc bắn.
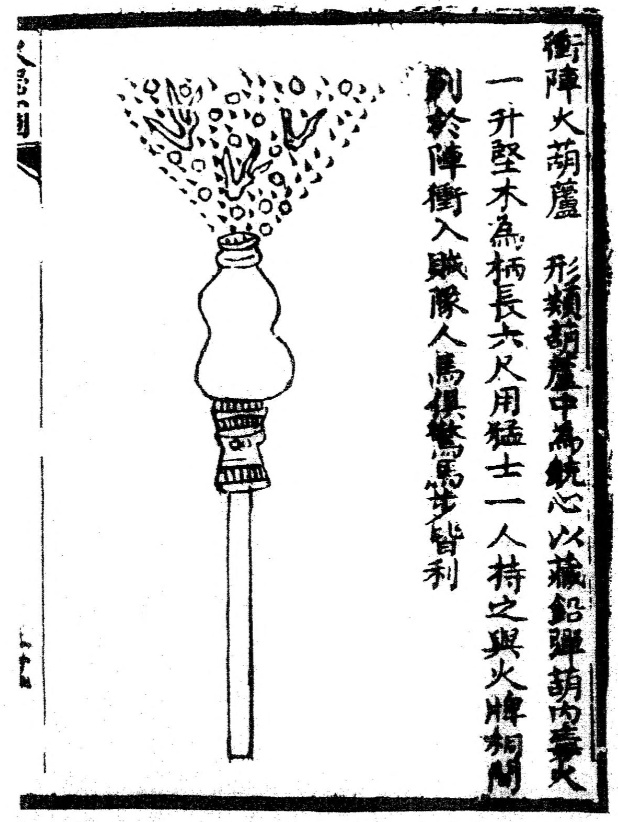
Quả bầu lửa sạc phalanx, một trong nhiều loại súng phun lửa xả viên chì trong tác vụ nổ của thuốc súng, một minh họa từ Hỏa Long Kinh.
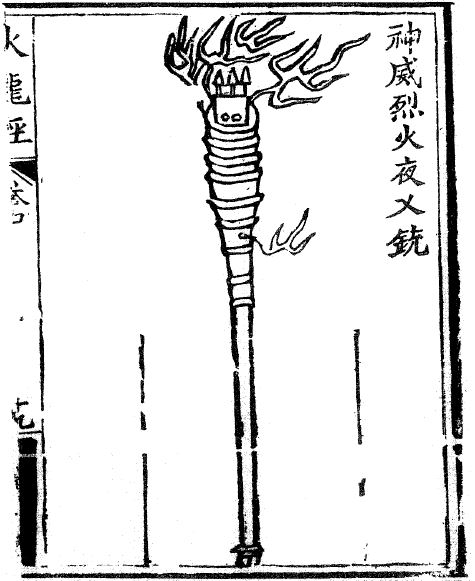
Một hỏa thương cháy "một cách kinh ngạc" như được mô tả trong Hỏa Long Kinh.
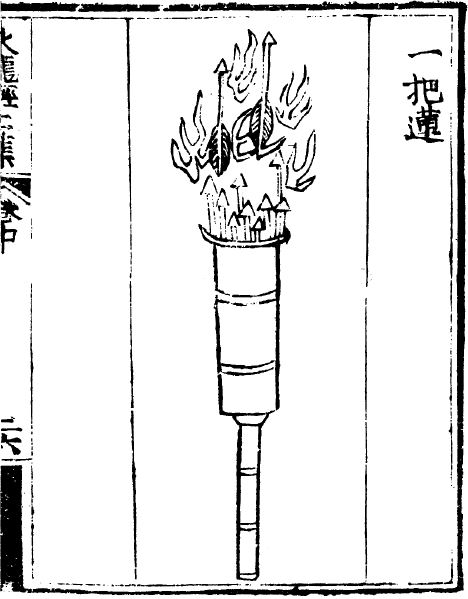
Một "bó sen" như được mô tả trong Hỏa Long Kinh. Đó là một ống tre bắn phi tiêu cùng với ngọn lửa.
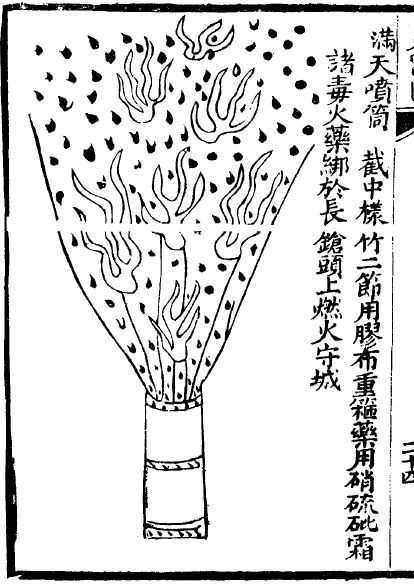
Một "ống phun đầy bầu trời" như được mô tả trong Hỏa Long Kinh. Một ống tre chứa đầy hỗn hợp thuốc súng và mảnh sứ.
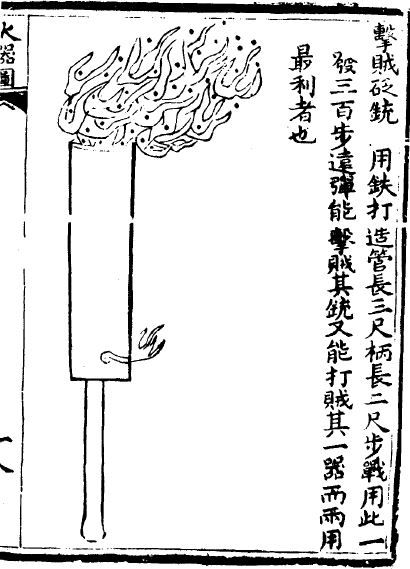
Một "khẩu súng xuyên thấu" như được mô tả trong Hỏa Long Kinh. Cây súng lửa nòng kim loại đầu tiên được biết đến, nó bắn ra ngọn lửa thuốc súng cùng với tên lửa.
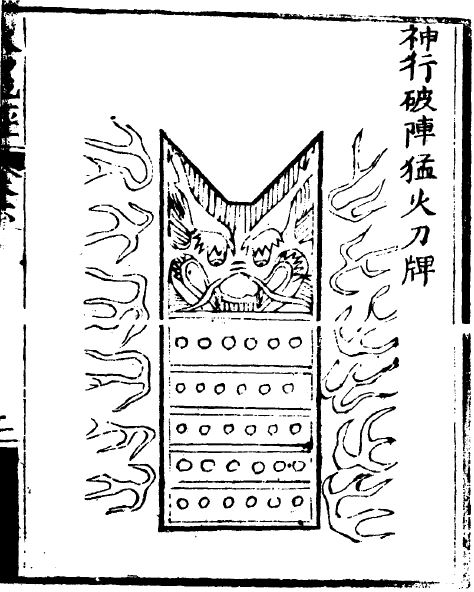
Một tấm khiên di động được trang bị hỏa thương dùng để phá vỡ đội hình của kẻ thù.
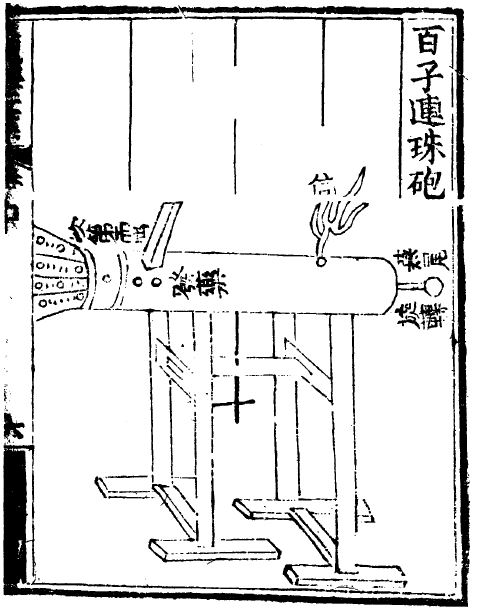
Về cơ bản là một hỏa thương đặt trên khung, 'người bắn ống giấy nhiều viên đạn' bắn những viên đạn chì, được nạp vào một ống giấy và đưa chúng vào nòng súng khi quay quanh một trục.
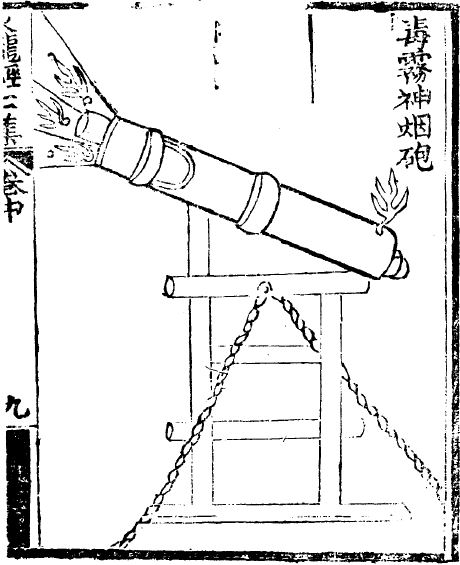
Một "máy phun khói ma thuật sương mù độc hại" như được mô tả trong Hỏa Long Kinh. Những vỏ đạn nhỏ phát ra khói độc được bắn ra.
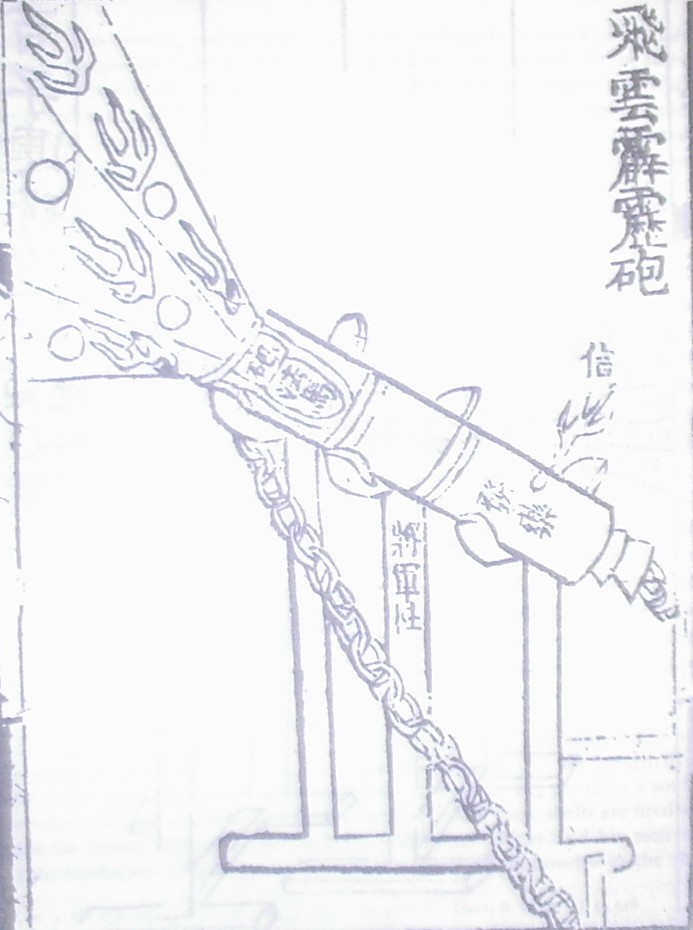
Pháo "sấm sét bay trên mây" từ Hỏa Long Kinh.
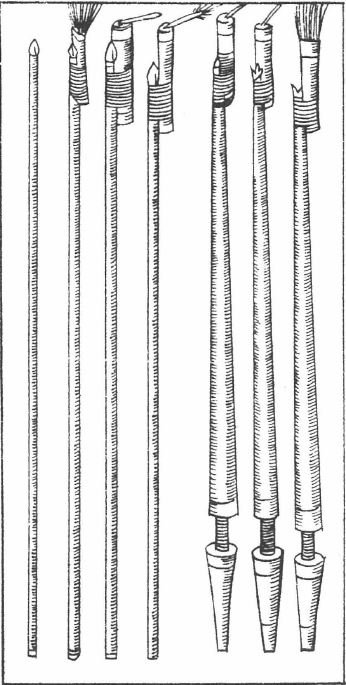
Minh họa về những hỏa thương từ De la pirotechnia của Vannoccio Biringuccio năm 1540.